# Dead Blonde
Dead Blonde (рус. Дэд Блонд; настоящее имя — Арина Николаевна Мурашева; род. 6 апреля 1999, Усачевская, Архангельская область) — российская рейв-исполнительница.
Получила популярность благодаря загруженным в социальную сеть TikTok другим пользователем песням «Мальчик на девятке» и «Бесприданница».

## Детство и юность
Арина Мурашёва родилась 6 апреля 1999 года в Архангельске. Буланова — творческий псевдоним, отсылающий к фамилии известной российской певицы Татьяны Булановой.
Детство Арина провела в Соломбале, училась в школе № 50, писала стихи и выступала с ними.
Переехав в Санкт-Петербург, поступила в академию Следственного комитета, а позже оставила учёбу ради музыкальной карьеры.
На текущий момент образования не имеет.

## Карьера

### Знакомство Арины с будущим мужем, начало карьеры
В январе 2017 года в телеграм-сообществе музыкального проекта GSPD Арина познакомилась с автором проекта Давидом Деймуром (настоящая фамилия — Декунов). Долгое время Арина считала себя фанаткой GSPD.
11 сентября 2019 года Арина и Давид расписались в ЗАГСе, не играя свадьбу.
С года знакомства с Давидом Декуновым Арина стала частью его рейв-проекта GSPD — бэк-вокалисткой и диджеем на концертах.

### Создание ретро-проекта Dead Blonde
7 января 2020 года Давид Декунов и Арина Мурашёва запустили ретро-проект Dead Blonde (целью которого является показ эпохи 80-х и 90-х России новому поколению, иногда с иронией), от создания которого ранее открещивались.

### Дебютный альбом «Пропаганда» и внезапная слава
30 апреля был выпущен дебютный студийный альбом «Пропаганда», в который вошёл сингл «Back to School», выпущенный 14 февраля.
25 сентября 2020 года был выпущен сингл «Между панельных домов», 6 октября вышел ремикс от Hotzzen.
В конце апреля — начале мая 2021 года трек «Мальчик на девятке» начал набирать популярность в TikTok’е, далее последовало попадание песни в чарты YouTube, iTunes, Apple Music и Spotify.
1 мая на концерте GSPD в зале на 10 000 человек песня впервые прозвучала вживую.
18 мая вышел клубный ремикс «Мальчика на девятке» от GSPD.

### Второй альбом «Княжна из хрущёвки»
2 июля 2021 года состоялся выход второго альбома Dead Blonde «Княжна из хрущёвки».
В конце октября у Арины состоялись первые сольные концерты в Москве и Санкт-Петербурге.
Планировался тур по России, Украине и Республике Беларусь, однако в марте 2022 года все концерты пришлось отменить.

### Третий альбом «Сплетница»
10 февраля 2022 года вышел сингл «Не такая, как все».
Выход третьего альбома под названием «Сплетница» состоялся 18 ноября 2022 года.
16 июня 2023 года выпустила сингл «Моника Беллуччи».
7 июля 2023 года был выпущен сингл «Взрослые», записанный совместно с Просто Лера. В тот же день вышел дебютный сингл молодой певицы MIROSLAVA, в котором DEAD BLONDE выступила продюсером.

### Юбилей и четвёртый альбом «Перестройка»
12 января 2024 года выпустила сингл «Снег растаял на плечах».
5 апреля 2024 был выпущен 4-й альбом, выпущен за день до юбилея Арины, который является прямым приквелом к альбому GSPD «Для первого и последнего раза». На это указывает много отсылок, например, в конце песни «Стань моим продюсером» Давид Деймур исполняет строчки из альбома «Для первого и последнего раза», если быть точнее — из песни «1984».
В конце 2024 года вышли новые две песни «Розовая иномарка» и «Moscow Nights».

### Последний альбом
В 2025 году планируется выход последнего альбома Dead Blonde.
Также в 2025 году она вступила в политическую партию ЛДПР.

## Личная жизнь
Встречается с семнадцати лет с Давидом Деймуром (Декуновым) (автором проекта GSPD).
Сыграли свадьбу без свидетелей в 2019 году, просто расписавшись в ЗАГСе.

## Дискография

### Студийные альбомы
| Название           | Детали                                                                                          | Высшая позиция в чартах | Высшая позиция в чартах | Высшая позиция в чартах | Высшая позиция в чартах |
| Название           | Детали                                                                                          | Apple Music             | Apple Music             | iTunes                  |                         |
| ------------------ | ----------------------------------------------------------------------------------------------- | ----------------------- | ----------------------- | ----------------------- | ----------------------- |
| Пропаганда         | - Релиз: 30 апреля 2020 - Лейбл: Peter Explorer - Формат: ЦД, стриминг, lathe-cut, аудиокассета | 6                       | 1                       | 11                      |                         |
| Княжна из хрущёвки | - Релиз: 2 июля 2021 - Лейбл: Peter Explorer - Формат: ЦД, стриминг, аудиокассета               | 11                      | 8                       | —                       |                         |
| Сплетница          | - Релиз: 18 ноября 2022 - Лейбл: Peter Explorer - Формат: ЦД, стриминг                          | —                       | —                       | —                       |                         |
| Перестройка        | - Релиз: 5 апреля 2024 - Лейбл: Peter Explorer - Формат: ЦД, стриминг                           | —                       | —                       | —                       |                         |

### Синглы
| Год  | Название                           | Высшая позиция в чартах | Высшая позиция в чартах | Высшая позиция в чартах | Высшая позиция в чартах | Высшая позиция в чартах | Высшая позиция в чартах | Высшая позиция в чартах | Альбом             |
| Год  | Название                           | Латвия Spotify          | Россия iTunes           | Россия Apple Music      | Россия Spotify          | Украина iTunes          | Украина Spotify         | Украина Apple Music     | Альбом             |
| ---- | ---------------------------------- | ----------------------- | ----------------------- | ----------------------- | ----------------------- | ----------------------- | ----------------------- | ----------------------- | ------------------ |
| 2020 | «Мальчик на девятке»               | 45                      | 12                      | 6                       | 2                       | 20                      | 2                       | 1                       | Пропаганда         |
| 2020 | «Между панельных домов»            | —                       | —                       | —                       | —                       | —                       | —                       | —                       | Княжна из хрущёвки |
| 2021 | «Бесприданница»                    | 138                     | 39                      | —                       | 10                      | 46                      | 9                       | 15                      | Княжна из хрущёвки |
| 2021 | «Моя младшая сестра» (при уч. CMH) | —                       | —                       | —                       | 145                     | —                       | —                       | —                       | без альбома        |
| 2021 | «У России три пути» (совм. с GSPD) | —                       | —                       | —                       | 42                      | —                       | —                       | —                       | без альбома        |
| 2022 | «Не такая, как все»                | —                       | —                       | —                       | —                       | —                       | —                       | —                       | Сплетница          |
| 2022 | «Выпускница» (совм. с GSPD)        | —                       | —                       | —                       | —                       | —                       | —                       | —                       | без альбома        |
| 2022 | «Ту-лу-ла»                         | —                       | —                       | —                       | —                       | —                       | —                       | —                       | Сплетница          |
| 2022 | «Всего лишь друг»                  | —                       | —                       | —                       | —                       | —                       | —                       | —                       | Сплетница          |
| 2022 | «Без шансов» (совм. с Винтаж)      | —                       | —                       | —                       | —                       | —                       | —                       | —                       | Сплетница          |
| 2023 | «Моника Беллуччи»                  | —                       | —                       | —                       | —                       | —                       | —                       | —                       | без альбома        |
| 2023 | «Взрослые» (совм. с просто Лера)   | —                       | —                       | —                       | —                       | —                       | —                       | —                       | без альбома        |
| 2024 | «Снег растаял на плечах»           | —                       | —                       | —                       | —                       | —                       | —                       | —                       | Перестройка        |
| 2024 | «Детка Киллер»                     | —                       | —                       | —                       | —                       | —                       | —                       | —                       | Перестройка        |
| 2024 | «Пионерка»                         | —                       | —                       | —                       | —                       | —                       | —                       | —                       | Перестройка        |
| 2024 | «Розовая иномарка»                 | —                       | —                       | —                       | —                       | —                       | —                       | —                       | TBA                |

#### Другие песни в чартах
| Год  | Название              | Высшая позиция в чартах | Высшая позиция в чартах | Высшая позиция в чартах | Высшая позиция в чартах | Высшая позиция в чартах | Высшая позиция в чартах | Высшая позиция в чартах | Альбом             |
| Год  | Название              | Латвия Spotify          | Россия iTunes           | Россия Apple Music      | Россия Spotify          | Украина iTunes          | Украина Spotify         | Украина Apple Music     | Альбом             |
| ---- | --------------------- | ----------------------- | ----------------------- | ----------------------- | ----------------------- | ----------------------- | ----------------------- | ----------------------- | ------------------ |
| 2021 | «Ах, Россия-матушка!» | —                       | —                       | 329                     | 1                       | —                       | —                       | —                       | Княжна из хрущёвки |

#### В качестве приглашённого исполнителя
| Год  | Название | Высшая позиция в чартах | Высшая позиция в чартах | Высшая позиция в чартах | Высшая позиция в чартах | Высшая позиция в чартах | Высшая позиция в чартах | Высшая позиция в чартах | Альбом                    |
| Год  | Название | Латвия Spotify          | Россия iTunes           | Россия Apple Music      | Россия Spotify          | Украина iTunes          | Украина Spotify         | Украина Apple Music     | Альбом                    |
| ---- | --- | ----------------------- | ----------------------- | ----------------------- | ----------------------- | ----------------------- | ----------------------- | ----------------------- | ------------------------- |
| 2020 | «Ни надежды, ни бога, ни хип-хопа» (Слава КПСС и СД, Замай, Макулатура, Шляпа Шаляпина, GSPD, Ленина Пакет, The ЛП) | —                       | —                       | —                       | —                       | —                       | —                       | —                       | Чудовище погубившее мир   |
| 2021 | «Хиточек» (Житность, GSPD)                                                                                          | —                       | —                       | —                       | —                       | —                       | —                       | —                       | без альбома               |
| 2021 | «ДДП» (Житность) | —                       | —                       | —                       | —                       | —                       | —                       | —                       | без альбома               |
| 2022 | «Бесконечное лето» (GSPD, CMH)                                                                                      | —                       | —                       | —                       | —                       | —                       | —                       | —                       | Mudblood                  |
| 2022 | «Космос» (Слава КПСС)                                                                                               | —                       | —                       | —                       | —                       | —                       | —                       | —                       | Ангельское True           |
| 2023 | «Научи плохому» (GSPD)                                                                                              | —                       | —                       | —                       | —                       | —                       | —                       | —                       | Спорт Режим: Красный свет |
| 2023 | «Теряю тебя» (GSPD)                                                                                                 | —                       | —                       | —                       | —                       | —                       | —                       | —                       | Спорт Режим: Зелёный свет |

## Видеография
| Год  | Название                  | Режиссёр         | Примечание |
| ---- | ------------------------- | ---------------- | ---------- |
| 2020 | «Мальчик на девятке»      | Артём Туркин     |            |
| 2022 | «Всего лишь друг»         | Артём Туркин     |            |
| 2024 | «Снег расстаял на плечах» | Артём Туркин     |            |
| 2024 | «Детка Киллер»            | Артём Кондрацкий |            |
| 2024 | «Пионерка»                | Данила Фёдоров   |            |
| 2024 | «Розовая иномарка»        | Кирилл Бабич     |            |